# Pforte des Himmels
Pforte des Himmels (lat. Ianua caeli, auch Porta caeli) ist in Anlehnung an Ez 44,2  eine der Anrufungen Marias in der Lauretanischen Litanei. Sie ist vor allem in der katholischen und orthodoxen Kirche gebräuchlich und bezieht sich auf Maria als Mutter Jesu, des Erlösers, und auf ihren Ehrentitel „Himmelskönigin“.
Eine beim Konzil von Ephesus 431 gehaltenen Predigt spielt auf die Empfängnis vom Heiligen Geist und den Vorgang der Geburt Jesu aus der Jungfrau Maria an: „Der Emmanuel hat zwar als Mensch die Pforte der Natur geöffnet, hat aber als Gott die Siegel der Jungfrauenschaft nicht verletzt.“
Daher ist das Thema Maria als Himmelspforte auch Gegenstand zahlreicher Altarbilder und Fresken in Kirchen (insbesondere seit dem Barock) und an alten Bürgerhäusern. Es findet sich in vielen Hymnen und Kirchenliedern. Die frühesten sind Ave maris stella (felix caeli porta, 8. Jahrhundert), Alma redemptoris mater und Ave Regina caelorum (12. Jahrhundert). Ebenso wurde es als Patrozinium von Kirchen oder Stiften gewählt; vergleiche hierzu Porta coeli.